# Markowice (gmina)
Markowice (od 1973 Nędza) – dawna gmina wiejska istniejąca w latach 1945–1954 w woj. śląskim i woj. opolskim (dzisiejsze woj. śląskie). Siedzibą władz gminy były Markowice (od 1975 dzielnica Raciborza).
Gmina zbiorowa Markowice powstała po II wojnie światowej (w grudniu 1945) w powiecie raciborskim na terenie tzw. Ziem Odzyskanych (tzw. I okręg administracyjny – Śląsk Opolski), powierzonym 18 marca 1945 administracji wojewody śląskiego, a z dniem 28 czerwca 1946 przyłączonym do woj. śląskiego (śląsko-dąbrowskiego).
Według stanu z 1 stycznia 1946 gmina składała się z 6 gromad: Markowice, Babice, Górki, Łęg, Nędza i Zawada Książęca. 6 lipca 1950 zmieniono nazwę woj. śląskiego na katowickie; równocześnie gmina Markowice wraz z całym powiatem raciborskim weszła w skład nowo utworzonego woj. opolskiego.
Według stanu z 1 lipca 1952 gmina składała się z 6 gromad: Babice, Górki, Łęg, Markowice, Nędza i Zawada Książęca. Gmina została zniesiona 29 września 1954 wraz z reformą wprowadzającą gromady w miejsce gmin. Jednostki nie przywrócono 1 stycznia 1973 wraz z kolejną reformą reaktywującą gminy, a jej dawny obszar wszedł głównie w skład nowej gmina Nędza.
Zobacz też gmina Marklowice.